# Росс, Рональд
Сэр Ро́нальд Росс (англ. Ronald Ross; 13 мая 1857, Алмора, Северо-Западные провинции, Британская Индия — 16 сентября 1932, Лондон) — британский врач и паразитолог шотландского происхождения, лауреат Нобелевской премии по физиологии и медицине в 1902 году.
Член Лондонского королевского общества (1901).

## Биография
Рональд Росс родился 13 мая 1857 года в Алморе, в семье офицера британской армии. Когда мальчику исполнилось восемь лет, он был отправлен на обучение в Англию. Несмотря на то, что Рональд рос творческим ребёнком — он мечтал стать писателем, артистом или музыкантом, опубликовал множество стихов, пьес и романов — отец настоял, чтобы сын посвятил себя медицине.
В 1874 году Росс поступил в медицинский колледж при больнице св. Варфоломея. После окончания колледжа Рональд начал работать медиком в британской организации «Медицинская служба Индии».
Первые годы работы он большую часть времени посвящал изучению математики и литературному творчеству. Несколько позже распространение малярии в Индии побудило Росса заняться изучением причин этой болезни. В 1888 году он едет в Англию, где слушает курс по бактериологии. По возвращении занимается исследованием крови больных малярией.
Росс сомневался в существующей на тот момент теории, что заражение малярией происходит через воздух. Он написал несколько статей, в которых пытался доказать, что малярия обусловлена накоплением в крови кишечных ядов.
В 1894 году Росс снова едет в Англию. Там судьба его свела с Патриком Мэнсоном — врачом-паразитологом. Мэнсон сообщил Россу своё предположение о том, что малярия также может передаваться при комариных укусах, однако он не мог это доказать. Предположение сразу сильно заинтересовало Росса. Он решает исследовать эту теорию экспериментально.
В 1902 году Россу была присуждена Нобелевская премия по физиологии и медицине «за работу по малярии, в которой он показал, как возбудитель попадает в организм, и тем самым заложил основу для дальнейших успешных исследований в этой области и разработки методов борьбы с малярией».
В 1909 году учёный был награждён Королевской медалью Лондонского королевского общества.
Рональд Росс умер 16 сентября 1932 года в Лондоне.